# مارغاريتا ياكوبسون
مارغاريتا ياكوبسون هي متزحلقة سويدية، ولدت في 10 يوليو 1929 في Storuman ‏ في السويد.

## وصلات خارجية
- مارغاريتا جاكوبسون على موقع أوليمبيديا (الإنجليزية)
- مارغاريتا جاكوبسون على موقع اللجنة الأولمبية السويدية (السويدية)